# Sylvilagus transitionalis
Espèce
Statut de conservation UICN

 VU A2ace : Vulnérable
Le Lapin de Nouvelle-Angleterre, (Sylvilagus transitionalis)  est une espèce du genre Sylvilagus. Comme tous les lapins, c'est un mammifère lagomorphe de la famille des léporidés. L'espèce est vulnérable.